# Миллер, Мария
Мария Миллер (англ. Maria Miller; 26 марта 1964, Вулвергемптон) — британский политик-консерватор. С 2005 года она является членом парламента, с 4 сентября 2012 по 9 апреля 2014 была министром культуры, СМИ и спорта в правительстве Дэвида Кэмерона. С 2015 по 2020 год возглавляла Комитет по правам женщин и равных возможностей.

## Биография
Она окончила Лондонскую школу экономики, где получила степень бакалавра. Перед началом своей политической карьеры, Миллер работала в бизнесе, в частности, в сфере рекламы (Greys Advertising Ltd) и энергетической промышленности (Texaco). В 1983 году стала членом Консервативной партии. В 2001 году безуспешно баллотировалась в парламент.
После победы консерваторов на выборах в 2010 году, она стала заместителем министра труда и пенсий, отвечала за работу с людьми с ограниченными возможностями. В ходе перестановки правительства в начале сентября 2012 назначена главой Министерства культуры, СМИ и спорта, параллельно работая министром по делам женщин и равных возможностей.
Замужем, имеет троих детей.